# Stati per indice di sviluppo umano (2009)
      sopra 0,950
     0,900-0,949
     0,850-0,899
     0,800-0,849
     0,750-0,799
     0,700-0,749
     0,650-0,699
     0,600-0,649
     0,550-0,599
     0,500-0,549
     0,450-0,499
     0,400-0,449
     0,350-0,399
      sotto 0,350
     Dati non disp.

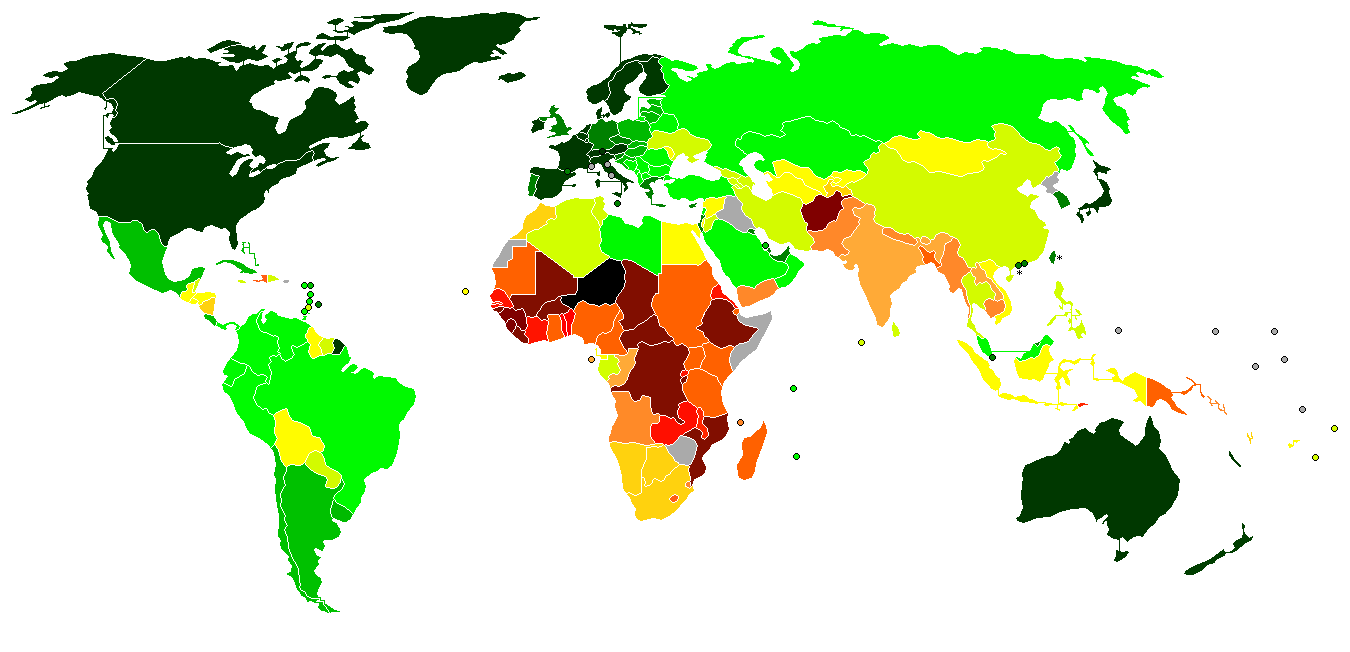
Mappa dell'indice di sviluppo umano (Rapporto 2009-dati 2007)
MOLTO ALTO
sopra 0,950
0,900-0,949
ALTO
0,850-0,899
0,800-0,849
MEDIO
0,750-0,799
0,700-0,749
0,650-0,699
0,600-0,649
0,550-0,599
0,500-0,549
BASSO
0,450-0,499
0,400-0,449
0,350-0,399
sotto 0,350
Dati non disp.

Questa è una lista di stati per Indice di sviluppo umano come estrapolato dal Rapporto sullo Sviluppo Umano del 2009 compilato dalle Nazioni Unite nell'ambito del Programma di Sviluppo. I dati dell'Indice sono basati su dati dell'anno 2007.
L'Indice di sviluppo umano (ISU) (in inglese: HDI-Human Development Index) è un indice comparativo dello sviluppo dei vari paesi calcolato tenendo conto dei diversi tassi di aspettativa di vita, alfabetizzazione e PIL procapite. È divenuto uno strumento standard per misurare il benessere di un paese.
È usato per dividere i paesi in sviluppati, in via di sviluppo o sotto-sviluppati e viene confrontato nel tempo per vedere se una certa politica economica riesce a migliorare la qualità della vita.
Sono rappresentati 182 stati di cui 178 membri delle Nazioni Unite (su un totale di 194 stati) più Hong Kong e Palestina. Gli altri 30 stati dell'ONU non sono presenti per mancanza di dati completi.
Gli stati sono divisi in quattro gruppi in base al valore del loro Indice di sviluppo umano (HDI): molto alto (38 stati), alto (45 stati), medio (75 stati), e basso (24 stati).

## Lista completa degli stati
- = incremento dei dati 2007 (pubblicati nel 2009) rispetto a quelli del 2006 (pubblicati nel 2008).
- = equivalenza dei dati 2007 (pubblicati nel 2009) con quelli del 2006 (pubblicati nel 2008).
- = decremento dei dati 2007 (pubblicati nel 2009) rispetto a quelli del 2006 (pubblicati nel 2008).
- Valori simili dell'ISU (HDI) non implicano la stessa posizione in quanto il valore e la classifica sono determinati usando fino alla sesta cifra decimale.

### Molto Alto
| Posto                               | Posto                                                   | Stato         | ISU   |
| Dati del 2007 (pubblicati nel 2009) | Cambiamento rispetto ai dati 2006 (pubblicati nel 2008) | Stato         | ISU   |
| ----------------------------------- | ------------------------------------------------------- | ------------- | ----- |
| 1                                   | (0)                                                     | Norvegia      | 0,971 |
| 2                                   | (0)                                                     | Australia     | 0,970 |
| 3                                   | (2)                                                     | Islanda       | 0,969 |
| 4                                   | (1)                                                     | Canada        | 0,966 |
| 5                                   | (0)                                                     | Irlanda       | 0,965 |
| 6                                   | (3)                                                     | Paesi Bassi   | 0,964 |
| 7                                   | (1)                                                     | Svezia        | 0,963 |
| 8                                   | (0)                                                     | Francia       | 0,961 |
| 9                                   | (9)                                                     | Svizzera      | 0,960 |
| 10                                  | (3)                                                     | Giappone      | 0,960 |
| 11                                  | (1)                                                     | Lussemburgo   | 0,960 |
| 12                                  | (1)                                                     | Finlandia     | 0,959 |
| 13                                  | (1)                                                     | Stati Uniti   | 0,956 |
| 14                                  | (1)                                                     | Austria       | 0,955 |
| 15                                  | (3)                                                     | Regno Unito   | 0,955 |
| 16                                  | (3)                                                     | Danimarca     | 0,955 |
| 17                                  | (0)                                                     | Belgio        | 0,953 |
| 18                                  | (6)                                                     | Germania      | 0,951 |
| 19                                  | (1)                                                     | Liechtenstein | 0,951 |

| Posto                               | Posto                                                   | Stato               | ISU   |
| Dati del 2007 (pubblicati nel 2009) | Cambiamento rispetto ai dati 2006 (pubblicati nel 2008) | Stato               | ISU   |
| ----------------------------------- | ------------------------------------------------------- | ------------------- | ----- |
| 20                                  | (1)                                                     | Nuova Zelanda       | 0,950 |
| 21                                  | (5)                                                     | Spagna              | 0,947 |
| 22                                  | (1)                                                     | Italia              | 0,947 |
| 23                                  | (1)                                                     | Singapore           | 0,944 |
| 24                                  | (1)                                                     | Hong Kong           | 0,944 |
| 25                                  | (7)                                                     | Grecia              | 0,942 |
| 26                                  | (1)                                                     | Corea del Sud       | 0,937 |
| 27                                  | (3)                                                     | Israele             | 0,935 |
| 28                                  | (3)                                                     | Andorra             | 0,934 |
| 29                                  | (4)                                                     | Slovenia            | 0,929 |
| 30                                  | (2)                                                     | Brunei              | 0,920 |
| 31                                  | (2)                                                     | Kuwait              | 0,916 |
| 32                                  | (2)                                                     | Cipro               | 0,914 |
| 33                                  | (9)                                                     | Qatar               | 0,910 |
| 34                                  | (8)                                                     | Portogallo          | 0,909 |
| 35                                  | (9)                                                     | Emirati Arabi Uniti | 0,903 |
| 36                                  | (0)                                                     | Rep. Ceca           | 0,903 |
| 37                                  | (1)                                                     | Barbados            | 0,903 |
| 38                                  | (2)                                                     | Malta               | 0,902 |

### Alto
| Posto                               | Posto                                                   | Stato             | ISU   |
| Dati del 2007 (pubblicati nel 2009) | Cambiamento rispetto ai dati 2006 (pubblicati nel 2008) | Stato             | ISU   |
| ----------------------------------- | ------------------------------------------------------- | ----------------- | ----- |
| 39                                  | (6)                                                     | Bahrein           | 0,895 |
| 40                                  | (2)                                                     | Estonia           | 0,883 |
| 41                                  | (2)                                                     | Polonia           | 0,880 |
| 42                                  | (0)                                                     | Slovacchia        | 0,880 |
| 43                                  | (1)                                                     | Ungheria          | 0,879 |
| 44                                  | (4)                                                     | Cile              | 0,878 |
| 45                                  | (0)                                                     | Croazia           | 0,871 |
| 46                                  | (1)                                                     | Lituania          | 0,870 |
| 47                                  | (2)                                                     | Antigua e Barbuda | 0,868 |
| 48                                  | (2)                                                     | Lettonia          | 0,866 |
| 49                                  | (9)                                                     | Argentina         | 0,866 |
| 50                                  | (1)                                                     | Uruguay           | 0,865 |
| 51                                  | (3)                                                     | Cuba              | 0,863 |
| 52                                  | (0)                                                     | Bahamas           | 0,856 |
| 53                                  | (2)                                                     | Costa Rica        | 0,854 |
| 54                                  | (1)                                                     | Messico           | 0,854 |
| 55                                  | (4)                                                     | Libia             | 0,847 |
| 56                                  | (5)                                                     | Oman              | 0,846 |
| 57                                  | (4)                                                     | Seychelles        | 0,845 |
| 58                                  | (6)                                                     | Venezuela         | 0,844 |
| 59                                  | (3)                                                     | Arabia Saudita    | 0,843 |
| 60                                  | (0)                                                     | Panama            | 0,840 |
| 61                                  | (4)                                                     | Bulgaria          | 0,840 |

| Posto                               | Posto                                                   | Stato                | ISU   |
| Dati del 2007 (pubblicati nel 2009) | Cambiamento rispetto ai dati 2006 (pubblicati nel 2008) | Stato                | ISU   |
| ----------------------------------- | ------------------------------------------------------- | -------------------- | ----- |
| 62                                  | (6)                                                     | Saint Kitts e Nevis  | 0,838 |
| 63                                  | (13)                                                    | Romania              | 0,837 |
| 64                                  | (0)                                                     | Trinidad e Tobago    | 0,837 |
| 65                                  | (0)                                                     | Montenegro           | 0,834 |
| 66                                  | (0)                                                     | Malaysia             | 0,829 |
| 67                                  | (0)                                                     | Serbia               | 0,826 |
| 68                                  | (5)                                                     | Bielorussia          | 0,826 |
| 69                                  | (2)                                                     | Saint Lucia          | 0,821 |
| 70                                  | (1)                                                     | Albania              | 0,818 |
| 71                                  | (1)                                                     | Russia               | 0,817 |
| 72                                  | (2)                                                     | Macedonia            | 0,817 |
| 73                                  | (2)                                                     | Dominica             | 0,814 |
| 74                                  | (1)                                                     | Grenada              | 0,813 |
| 75                                  | (5)                                                     | Brasile              | 0,813 |
| 76                                  | (6)                                                     | Bosnia ed Erzegovina | 0,812 |
| 77                                  | (8)                                                     | Colombia             | 0,807 |
| 78                                  | (8)                                                     | Perù                 | 0,806 |
| 79                                  | (1)                                                     | Turchia              | 0,806 |
| 80                                  | (1)                                                     | Ecuador              | 0,806 |
| 81                                  | (1)                                                     | Mauritius            | 0,804 |
| 82                                  | (2)                                                     | Kazakistan           | 0,804 |
| 83                                  | (6)                                                     | Libano               | 0,803 |

### Medio
| Posto                               | Posto                                                   | Stato                     | ISU   |
| Dati del 2007 (pubblicati nel 2009) | Cambiamento rispetto ai dati 2006 (pubblicati nel 2008) | Stato                     | ISU   |
| ----------------------------------- | ------------------------------------------------------- | ------------------------- | ----- |
| 84                                  | (3)                                                     | Armenia                   | 0,798 |
| 85                                  | (6)                                                     | Ucraina                   | 0,796 |
| 86                                  | (4)                                                     | Azerbaigian               | 0,787 |
| 87                                  | (4)                                                     | Thailandia                | 0,783 |
| 88                                  | (4)                                                     | Iran                      | 0,782 |
| 89                                  | (14)                                                    | Georgia                   | 0,778 |
| 90                                  | (8)                                                     | Rep. Dominicana           | 0,777 |
| 91                                  | (5)                                                     | Saint Vincent e Grenadine | 0,772 |
| 92                                  | (4)                                                     | Cina                      | 0,772 |
| 93                                  | (12)                                                    | Belize                    | 0,772 |
| 94                                  | (1)                                                     | Samoa                     | 0,771 |
| 95                                  | (3)                                                     | Maldive                   | 0,771 |
| 96                                  | (13)                                                    | Giordania                 | 0,770 |
| 97                                  | (4)                                                     | Suriname                  | 0,769 |
| 98                                  | (19)                                                    | Tunisia                   | 0,769 |
| 99                                  | (51)                                                    | Tonga                     | 0,768 |
| 100                                 | (3)                                                     | Giamaica                  | 0,768 |
| 101                                 | (5)                                                     | Paraguay                  | 0,761 |
| 102                                 | (4)                                                     | Sri Lanka                 | 0,759 |
| 103                                 | (2)                                                     | Gabon                     | 0,755 |
| 104                                 | (12)                                                    | Algeria                   | 0,754 |
| 105                                 | (11)                                                    | Filippine                 | 0,751 |
| 106                                 | (12)                                                    | El Salvador               | 0,747 |
| 107                                 | (3)                                                     | Siria                     | 0,742 |
| 108                                 | (0)                                                     | Figi                      | 0,741 |
| 109                                 | (12)                                                    | Turkmenistan              | 0,739 |
| 110                                 | (1)                                                     | Palestina                 | 0,737 |
| 111                                 | (2)                                                     | Indonesia                 | 0,734 |
| 112                                 | (13)                                                    | Honduras                  | 0,732 |
| 113                                 | (6)                                                     | Bolivia                   | 0,729 |
| 114                                 | (2)                                                     | Guyana                    | 0,729 |
| 115                                 | (2)                                                     | Mongolia                  | 0,727 |
| 116                                 | (9)                                                     | Vietnam                   | 0,725 |
| 117                                 | (3)                                                     | Moldavia                  | 0,720 |
| 118                                 | (4)                                                     | Guinea Equatoriale        | 0,719 |
| 119                                 | (2)                                                     | Uzbekistan                | 0,710 |
| 120                                 | (16)                                                    | Kirghizistan              | 0,710 |

| Posto                               | Posto                                                   | Stato               | ISU   |
| Dati del 2007 (pubblicati nel 2009) | Cambiamento rispetto ai dati 2006 (pubblicati nel 2008) | Stato               | ISU   |
| ----------------------------------- | ------------------------------------------------------- | ------------------- | ----- |
| 121                                 | (6)                                                     | Capo Verde          | 0,708 |
| 122                                 | (3)                                                     | Guatemala           | 0,704 |
| 123                                 | (3)                                                     | Egitto              | 0,703 |
| 124                                 | (6)                                                     | Nicaragua           | 0,699 |
| 125                                 | (3)                                                     | Botswana            | 0,694 |
| 126                                 | (2)                                                     | Vanuatu             | 0,693 |
| 127                                 | (4)                                                     | Tagikistan          | 0,688 |
| 128                                 | (2)                                                     | Namibia             | 0,686 |
| 129                                 | (1)                                                     | Sudafrica           | 0,683 |
| 130                                 | (5)                                                     | Marocco             | 0,654 |
| 131                                 | (4)                                                     | São Tomé e Príncipe | 0,651 |
| 132                                 | (9)                                                     | Bhutan              | 0,619 |
| 133                                 | (7)                                                     | Laos                | 0,619 |
| 134                                 | (13)                                                    | India               | 0,612 |
| 135                                 | (3)                                                     | Isole Salomone      | 0,610 |
| 136                                 | (4)                                                     | Rep. del Congo      | 0,601 |
| 137                                 | (3)                                                     | Cambogia            | 0,593 |
| 138                                 | (5)                                                     | Birmania            | 0,586 |
| 139                                 | (4)                                                     | Comore              | 0,576 |
| 140                                 | (15)                                                    | Yemen               | 0,575 |
| 141                                 | (3)                                                     | Pakistan            | 0,572 |
| 142                                 | (3)                                                     | eSwatini            | 0,572 |
| 143                                 | (12)                                                    | Angola              | 0,564 |
| 144                                 | (7)                                                     | Nepal               | 0,553 |
| 145                                 | (0)                                                     | Madagascar          | 0,543 |
| 146                                 | (4)                                                     | Bangladesh          | 0,543 |
| 147                                 | (3)                                                     | Kenya               | 0,541 |
| 148                                 | (1)                                                     | Papua Nuova Guinea  | 0,541 |
| 149                                 | (7)                                                     | Haiti               | 0,532 |
| 150                                 | (2)                                                     | Sudan               | 0,531 |
| 151                                 | (14)                                                    | Tanzania            | 0,530 |
| 152                                 | (6)                                                     | Ghana               | 0,526 |
| 153                                 | (2)                                                     | Camerun             | 0,523 |
| 154                                 | (7)                                                     | Mauritania          | 0,520 |
| 155                                 | (3)                                                     | Gibuti              | 0,520 |
| 156                                 | (4)                                                     | Lesotho             | 0,514 |
| 157                                 | (17)                                                    | Uganda              | 0,514 |
| 158                                 | (2)                                                     | Nigeria             | 0,511 |

### Basso
| Posto                               | Posto                                                   | Stato          | ISU   |
| Dati del 2007 (pubblicati nel 2009) | Cambiamento rispetto ai dati 2006 (pubblicati nel 2008) | Stato          | ISU   |
| ----------------------------------- | ------------------------------------------------------- | -------------- | ----- |
| 159                                 | (5)                                                     | Togo           | 0,499 |
| 160                                 | (8)                                                     | Malawi         | 0,493 |
| 161                                 | (7)                                                     | Benin          | 0,492 |
| 162                                 | (5)                                                     | Timor Est      | 0,489 |
| 163                                 | (2)                                                     | Costa d'Avorio | 0,484 |
| 164                                 | (2)                                                     | Zambia         | 0,481 |
| 165                                 | (2)                                                     | Eritrea        | 0,472 |
| 166                                 | (7)                                                     | Senegal        | 0,464 |
| 167                                 | (4)                                                     | Ruanda         | 0,461 |
| 168                                 | (0)                                                     | Gambia         | 0,456 |
| 169                                 | (7)                                                     | Liberia        | 0,442 |
| 170                                 | (5)                                                     | Guinea         | 0,435 |

| Posto                               | Posto                                                   | Stato              | ISU   |
| Dati del 2006 (pubblicati nel 2008) | Cambiamento rispetto ai dati 2005 (pubblicati nel 2007) | Stato              | ISU   |
| ----------------------------------- | ------------------------------------------------------- | ------------------ | ----- |
| 171                                 | (0)                                                     | Etiopia            | 0,414 |
| 172                                 | (1)                                                     | Mozambico          | 0,402 |
| 173                                 | (4)                                                     | Guinea-Bissau      | 0,396 |
| 174                                 | (5)                                                     | Burundi            | 0,394 |
| 175                                 | (3)                                                     | Ciad               | 0,392 |
| 176                                 | (10)                                                    | RD del Congo       | 0,389 |
| 177                                 | (3)                                                     | Burkina Faso       | 0,389 |
| 178                                 | (3)                                                     | Mali               | 0,371 |
| 179                                 | (9)                                                     | Rep. Centrafricana | 0,369 |
| 180                                 | (7)                                                     | Sierra Leone       | 0,365 |
| 181                                 | (7)                                                     | Afghanistan        | 0,352 |
| 182                                 | (2)                                                     | Niger              | 0,340 |

## Lista di stati per continente

### Americhe
Primi 10
| Pos.                       | Pos.                                                | Stato             | HDI 2005 (pubb. nel 2007) |
| Dati 2007 (pubb. nel 2009) | Cambiamento rispetto ai dati 2006 (pubb. nel 2008 ) | Stato             | HDI 2005 (pubb. nel 2007) |
| Molto Alto                 | Molto Alto                                          | Molto Alto        | Molto Alto                |
| -------------------------- | --------------------------------------------------- | ----------------- | ------------------------- |
| 1                          | (1)                                                 | Canada            | 0,966                     |
| 2                          | (3)                                                 | Stati Uniti       | 0,956                     |
| 3                          | (2)                                                 | Brasile           | 0,913                     |
| 4                          | (6)                                                 | Barbados          | 0,903                     |
| Alto                       |                                                     |                   |                           |
| 5                          | (0)                                                 | Cile              | 0,878                     |
| 6                          | (4)                                                 | Antigua e Barbuda | 0,868                     |
| 7                          | (0)                                                 | Argentina         | 0,866                     |
| 8                          | (2)                                                 | Uruguay           | 0,865                     |
| 9                          | (1)                                                 | Cuba              | 0,863                     |
| 10                         | (5)                                                 | Bahamas           | 0,856                     |

Ultimi 10
| Pos.                       | Pos.                                               | Stato       | HDI 2007 (pubb. nel 2009) |
| Dati 2007 (pubb. nel 2009) | Cambiamento rispetto ai dati 2006 (pubb. nel 2008) | Stato       | HDI 2007 (pubb. nel 2009) |
| Medio                      | Medio                                              | Medio       | Medio                     |
| -------------------------- | -------------------------------------------------- | ----------- | ------------------------- |
| 1                          | (0)                                                | Haiti       | 0,532                     |
| 2                          | (0)                                                | Nicaragua   | 0,699                     |
| 3                          | (1)                                                | Guatemala   | 0,704                     |
| 4                          | (1)                                                | Guyana      | 0,729                     |
| 5                          | (0)                                                | Bolivia     | 0,729                     |
| 6                          | (2)                                                | Honduras    | 0,732                     |
| 7                          | (1)                                                | El Salvador | 0,747                     |
| 8                          | (1)                                                | Paraguay    | 0,761                     |
| 9                          | (2)                                                | Giamaica    | 0,766                     |
| 10                         | (2)                                                | Suriname    | 0,769                     |

### Africa
Primi 10
| Pos.                       | Pos.                                               | Stato              | HDI 2007 (pubb. nel 2009) |
| Dati 2007 (pubb. nel 2009) | Cambiamento rispetto ai dati 2006 (pubb. nel 2008) | Stato              | HDI 2007 (pubb. nel 2009) |
| Alto                       | Alto                                               | Alto               | Alto                      |
| -------------------------- | -------------------------------------------------- | ------------------ | ------------------------- |
| 1                          | (0)                                                | Libia              | 0,847                     |
| 2                          | (1)                                                | Seychelles         | 0,845                     |
| 3                          | (1)                                                | Mauritius          | 0,804                     |
| Medio                      |                                                    |                    |                           |
| 4                          | (0)                                                | Tunisia            | 0,769                     |
| 5                          | (1)                                                | Gabon              | 0,755                     |
| 6                          | (1)                                                | Algeria            | 0,754                     |
| 7                          | (0)                                                | Guinea Equatoriale | 0,719                     |
| 8                          | (3)                                                | Capo Verde         | 0,708                     |
| 9                          | (0)                                                | Egitto             | 0,704                     |
| 10                         | (3)                                                | Botswana           | 0,694                     |

Ultimi 10
| Pos.                       | Pos.                                               | Stato              | HDI 2007 (pubb. nel 2009) |
| Dati 2007 (pubb. nel 2009) | Cambiamento rispetto ai dati 2006 (pubb. nel 2008) | Stato              | HDI 2007 (pubb. nel 2009) |
| Basso                      | Basso                                              | Basso              | Basso                     |
| -------------------------- | -------------------------------------------------- | ------------------ | ------------------------- |
| 1                          | (5)                                                | Niger              | 0,340                     |
| 2                          | (2)                                                | Sierra Leone       | 0,365                     |
| 3                          | (2)                                                | Rep. Centrafricana | 0,369                     |
| 4                          | (3)                                                | Mali               | 0,371                     |
| 5                          | (2)                                                | Burkina Faso       | 0,389                     |
| 6                          | (4)                                                | RD del Congo       | 0,389                     |
| 7                          | (1)                                                | Ciad               | 0,392                     |
| 8                          | (1)                                                | Burundi            | 0,394                     |
| 9                          | (1)                                                | Guinea-Bissau      | 0,396                     |
| 10                         | (1)                                                | Mozambico          | 0,402                     |

### Asia e Oceania
Primi 10
| Pos.                       | Pos.                                               | Stato         | HDI 2007 (pubb. nel 2009) |
| Dati 2007 (pubb. nel 2009) | Cambiamento rispetto ai dati 2006 (pubb. nel 2008) | Stato         | HDI 2007 (pubb. nel 2009) |
| Molto Alto                 | Molto Alto                                         | Molto Alto    | Molto Alto                |
| -------------------------- | -------------------------------------------------- | ------------- | ------------------------- |
| 1                          | (0)                                                | Australia     | 0,970                     |
| 2                          | (0)                                                | Giappone      | 0,969                     |
| 3                          | (0)                                                | Nuova Zelanda | 0,950                     |
| 4                          | (0)                                                | Singapore     | 0,944                     |
| 5                          | (0)                                                | Hong Kong     | 0,944                     |
| 6                          | (0)                                                | Corea del Sud | 0,937                     |
| 7                          | (0)                                                | Israele       | 0,935                     |
| 8                          | (1)                                                | Brunei        | 0,920                     |
| 9                          | (1)                                                | Kuwait        | 0,916                     |
| 10                         | (4)                                                | Cipro         | 0,914                     |

Ultimi 10
| Pos.                       | Pos.                                               | Stato              | HDI 2007 (pubb. nel 2009) |
| Dati 2007 (pubb. nel 2009) | Cambiamento rispetto ai dati 2006 (pubb. nel 2008) | Stato              | HDI 2007 (pubb. nel 2009) |
| Basso                      | Basso                                              | Basso              | Basso                     |
| -------------------------- | -------------------------------------------------- | ------------------ | ------------------------- |
| 1                          | (0)                                                | Afghanistan        | 0,352                     |
| 2                          | (0)                                                | Timor Est          | 0,489                     |
| Medio                      |                                                    |                    |                           |
| 3                          | (0)                                                | Papua Nuova Guinea | 0,541                     |
| 4                          | (0)                                                | Bangladesh         | 0,543                     |
| 5                          | (0)                                                | Nepal              | 0,553                     |
| 6                          | (1)                                                | Pakistan           | 0,572                     |
| 7                          | (1)                                                | Yemen              | 0,575                     |
| 8                          | (1)                                                | Birmania           | 0,586                     |
| 9                          | (1)                                                | Cambogia           | 0,593                     |
| 10                         | (2)                                                | Isole Salomone     | 0,610                     |

### Europa
Primi 10
| Pos.                       | Pos.                                               | Stato       | HDI 2007 (pubb. nel 2009) |
| Dati 2007 (pubb. nel 2009) | Cambiamento rispetto ai dati 2006 (pubb. nel 2008) | Stato       | HDI 2007 (pubb. nel 2009) |
| Molto Alto                 | Molto Alto                                         | Molto Alto  | Molto Alto                |
| -------------------------- | -------------------------------------------------- | ----------- | ------------------------- |
| 1                          | (1)                                                | Norvegia    | 0,971                     |
| 2                          | (1)                                                | Islanda     | 0,969                     |
| 3                          | (0)                                                | Irlanda     | 0,965                     |
| 4                          | (0)                                                | Paesi Bassi | 0,964                     |
| 5                          | (0)                                                | Svezia      | 0,963                     |
| 6                          | (0)                                                | Francia     | 0,961                     |
| 7                          | (5)                                                | Svizzera    | 0,960                     |
| 8                          | (1)                                                | Lussemburgo | 0,960                     |
| 9                          | (6)                                                | Finlandia   | 0,959                     |
| 10                         | (1)                                                | Austria     | 0,955                     |

Ultimi 10
| Pos.                       | Pos.                                               | Stato                | HDI 2005 (pubb. nel 2007) |
| Dati 2005 (pubb. nel 2007) | Cambiamento rispetto ai dati 2004 (pubb. nel 2006) | Stato                | HDI 2005 (pubb. nel 2007) |
| Medio                      | Medio                                              | Medio                | Medio                     |
| -------------------------- | -------------------------------------------------- | -------------------- | ------------------------- |
| 1                          | (0)                                                | Moldavia             | 0,720                     |
| 2                          | (0)                                                | Ucraina              | 0,796                     |
| Alto                       |                                                    |                      |                           |
| 3                          | (2)                                                | Turchia              | 0,806                     |
| 4                          | (1)                                                | Bosnia ed Erzegovina | 0,812                     |
| 5                          | (2)                                                | Macedonia            | 0,817                     |
| 6                          | (2)                                                | Russia               | 0,817                     |
| 7                          | (2)                                                | Albania              | 0,818                     |
| 8                          | (0)                                                | Bielorussia          | 0,826                     |
| 9                          | (1)                                                | Serbia               | 0,826                     |
| 10                         | (2)                                                | Montenegro           | 0,834                     |